# なら燈花会

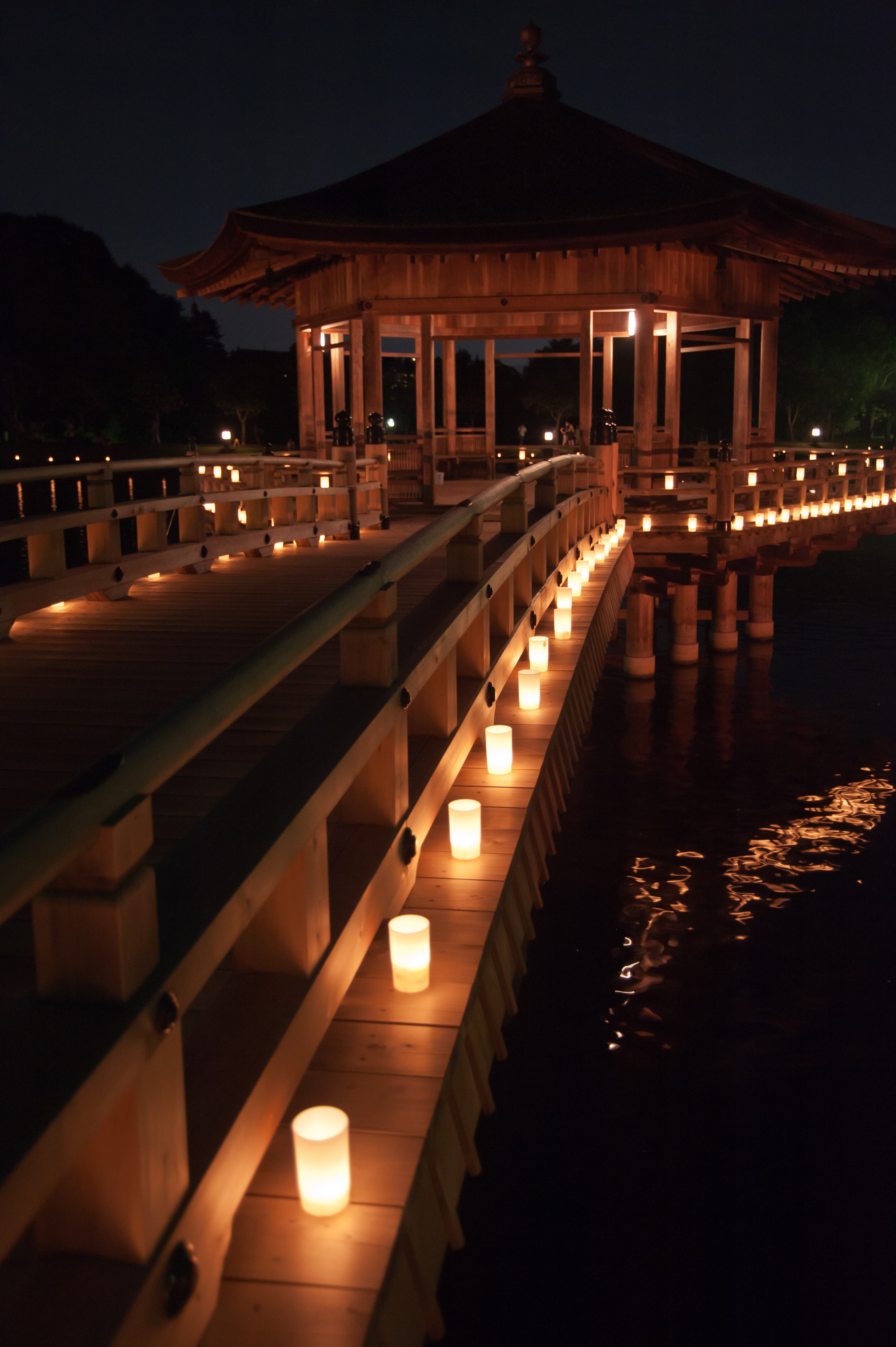
なら燈花会 浮見堂

なら燈花会（ならとうかえ）は、1999年から毎年8月上旬に10日間、奈良市内（奈良公園一帯）で開催される、ろうそくを使用したイベントである。

## 概要

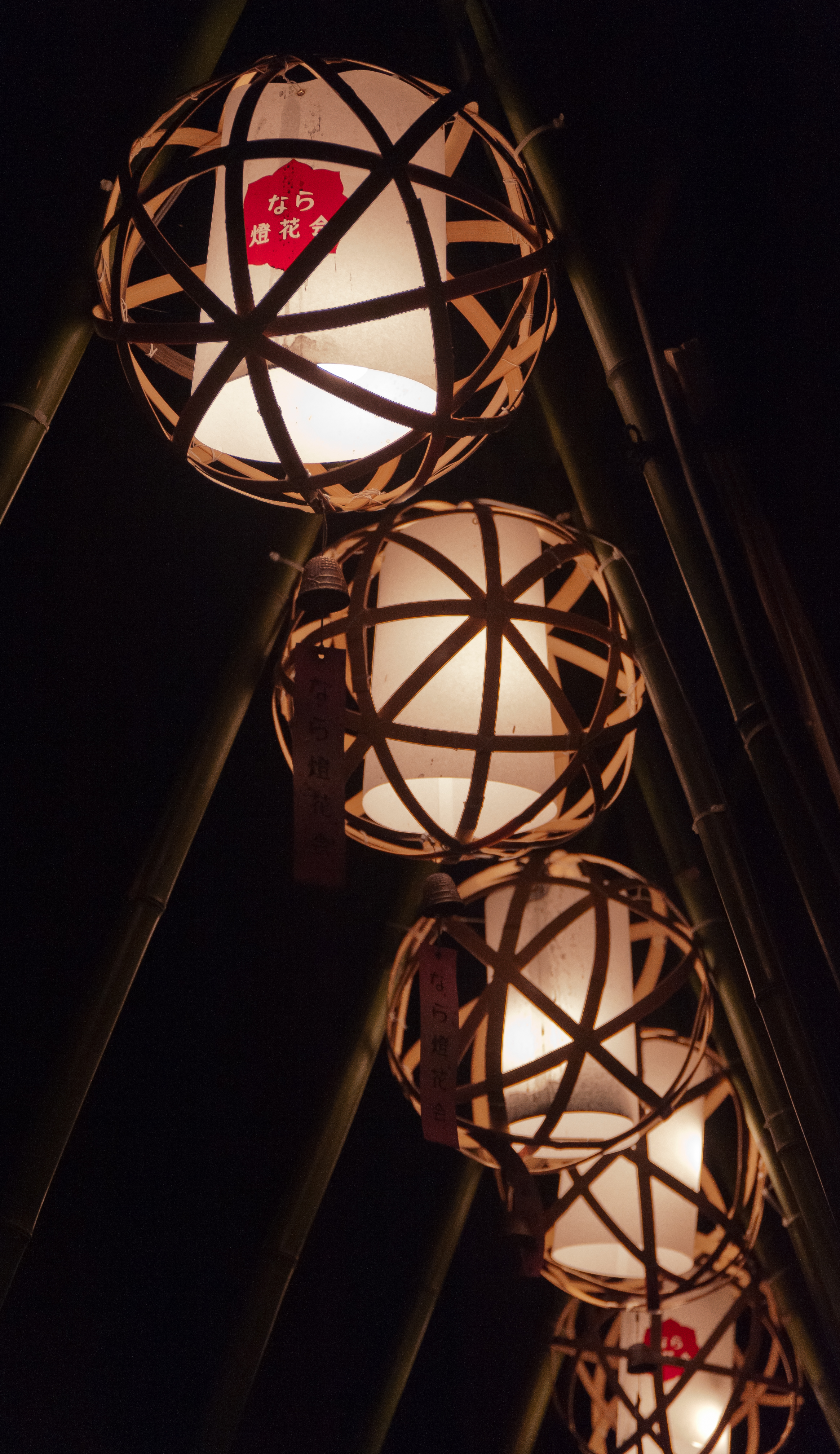
竹籠も飾られる

燈花とは、灯心の先に形成される花の形をしたろうの塊のことで、仏教においてこれを縁起の良いものとすることに由来して「燈花会」と命名されている。期間中は世界遺産に囲まれた奈良公園一面にろうそくを並べ、幻想的かつ神秘的な雰囲気が演出され、奈良における夏の風物詩として定着した。当初のろうそく使用本数は一日当たり約1万本だったが、年々増加し、2007年には約2万本を使用。開催エリアは下記であるが、奈良市内の各自治会や商店街がこの期間独自で燈花会を開催することがあり、2007年は計20カ所に及ぶこととなった。
1999年の第1回目以降来場者は年々増え、近年は毎回90万人の来客を数える、夏の大イベントに成長している。

## 歴史
- 1999年（平成11年） - なら燈花会初開催。
- 2000年（平成12年） - 「なら燈花会の会」が創設される。
- 2004年（平成16年） - 「特定非営利活動法人なら燈花会の会」が設立認証される。[2]
- 2007年（平成19年） - なら燈花会 in 正倉院展が開催。
- 2008年（平成20年） - 第10回記念、手塚プロダクションとコラボ企画で「火の鳥」を描く。
- 2013年（平成25年） - 第15回記念、新公会堂（甍）会場を新設。
- 2014年（平成26年） - 境界の彼方とのコラボ企画を開催。
- 2018年（平成30年） - 第20回記念[3][4]
- 2020年（令和2年） - 新型コロナウイルス感染症の拡大予防に伴い、開催中止。

## ろうそくとカップ
当初のろうそくは、通常のパラフィンを使用した一般的に市販されている材質の物によるフローティングキャンドルであったが、2003年頃に、自然環境に優しいパーム油脂を使用し、万が一鹿が口にしても安全な天然由来素材を使用した物に変更した。この天然由来のろうそくは煤がほとんど出ないため、結果的にろうそくを受けるカップの清掃作業回数も削減された。また、ろうそくの形状も燈花会のロゴをモチーフにした物となった。2005年からは、カラーカップも使用し、色によるデザイン化も図っている。

## 運営
NPO法人なら燈花会の会が主体となって運営されている。全員がボランティアで構成されており、NPO法人なら燈花会の会会員は約250人程度、ユニフォームは赤いTシャツ。一年を通じてなら燈花会の企画運営に携わっている。他に会期中のカップ並べ・点灯・後片づけなどを行う「灯人（ひと）サポーター」は一日当たり300人程度を上限として毎年６月より募集される。会員、灯人サポーター合わせて一日当たり約400人、延べ4,000人程度のボランティアでなら燈花会は運営されている。

## 開催エリア
- 春日野園地 2005年より公式会場
- 浮雲園地 1999年創立当初より公式会場
- 浅茅ヶ原 1999年創立当初より公式会場
- 浮見堂 1999年創立当初より公式会場

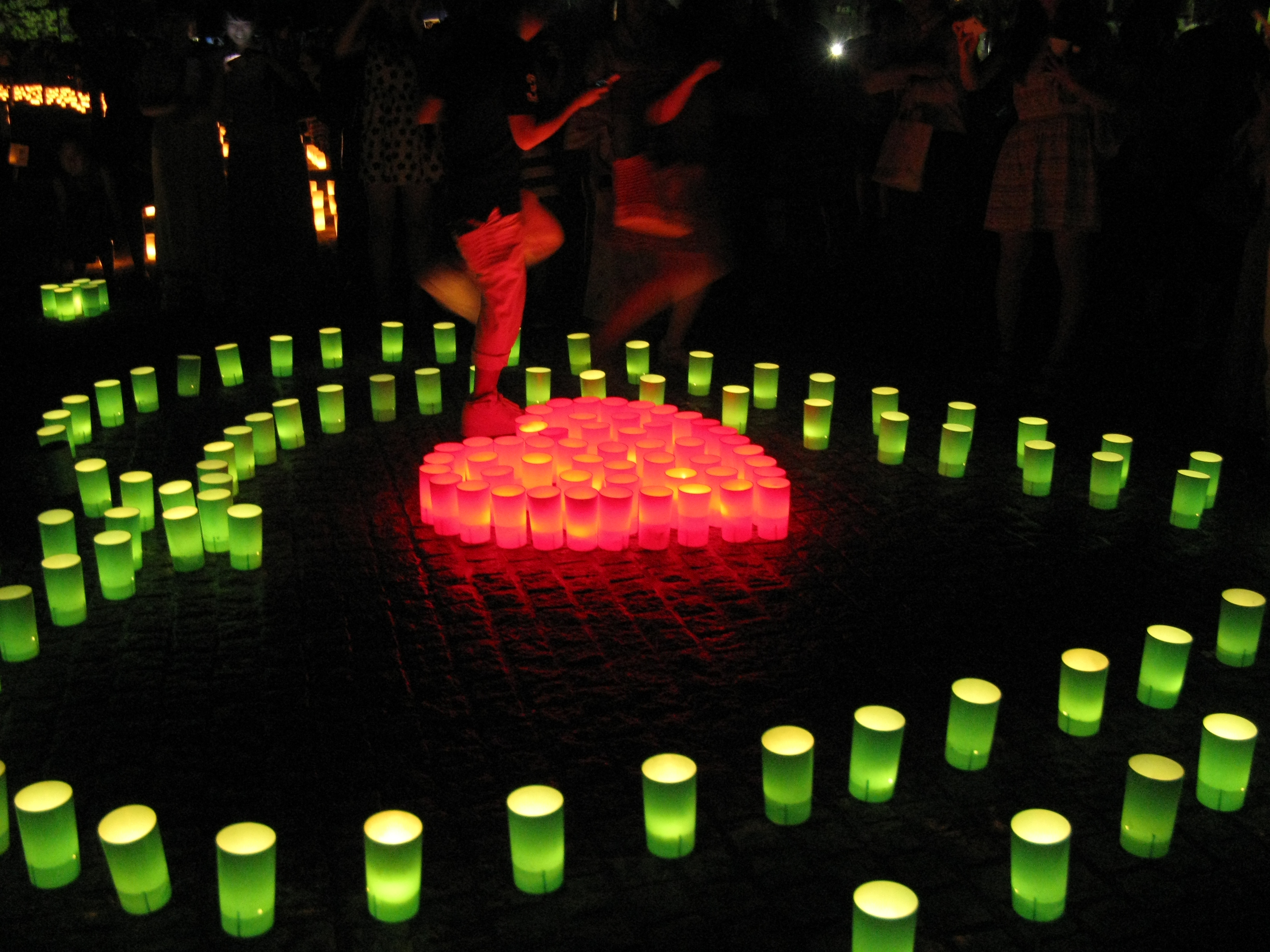
奈良国立博物館前会場（2013年8月）

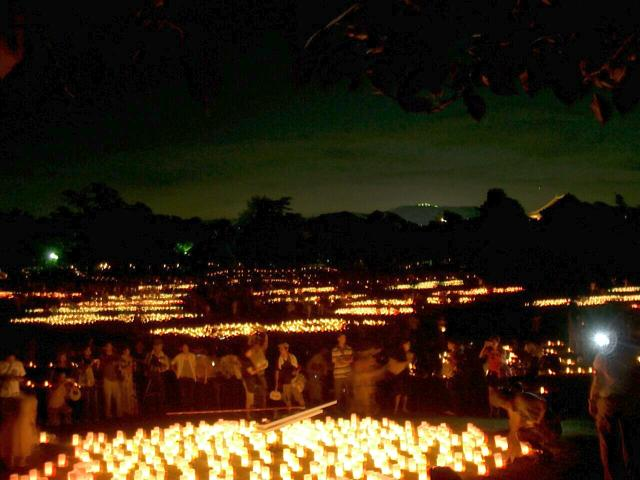
なら燈花会 春日野園地会場（2007年8月）
会場東側から東大寺・生駒山方向を望む

- 猿沢池・五十二段 1999年創立当初より公式会場
- 奈良春日野国際フォーラム　甍～I・RA・KA～（旧：奈良県新公会堂）2014年より公式会場
- 興福寺 2003年より公式会場
- 奈良国立博物館前 2002年より公式会場
- 東大寺  2003年より公式会場
- 春日大社参道 2003年より公式会場

## イベント
- 早咲きの日 - 開催日前日に行う高齢者や障がい者限定のプレイベント。
- 火入れ式
- 一客一燈 - 客が自分でろうそくに火を燈し、並べることができる（500円）。
- ほのあかりライブ - 様々な楽器演奏者や声楽者を招きろうそくの明かりに囲まれて行うライブ。
- なら燈花会能 - 奈良県新公会堂能楽ホールで開催。NPO法人奈良能が主催する。
- 燈花会の彼方 - 2014年2015年開催。アニメ『境界の彼方』とのタイアップ企画。同作の中で、なら燈花会をモデルにした祭「長月灯篭祭」が描かれたことから企画されたもの。

## 同時期近隣行事
- ライトアッププロムナード・なら　7月中旬〜９月下旬
- 春日大社中元万燈籠 8月14日・15日
- 東大寺万灯供養会 8月15日
- 奈良大文字送り火 8月15日 20:00点火
- 元興寺 地蔵会万燈供養 8月23日・24日

## 受賞歴
- 2001年
  - 環境省　かおり風景100選
- 2003年
  - 国土交通省　全国地域づくり団体　国土交通大臣賞受賞
  - （財）地域活性化センター　第7回ふるさとイベント大賞　産業・環境部門賞受賞

## 交通アクセス
- 近鉄近鉄奈良駅より東へ徒歩5〜15分。
- JR西日本奈良駅より三条通りを東へ徒歩15〜30分。
- 奈良交通市内循環バス外回り「氷室神社・国立博物館」･「大仏殿春日大社前」下車。